# Alsophis antillensis
Alsophis antillensis (гваделупський полоз) — вид змій родини полозових (Colubridae). Ендемік Гваделупи.

## Поширення і екологія
Гваделупські полози мешкають на островах Бас-Тер і Гранд-Тер в групі Малих Антильських островів. Раніше вони також зустрічалися на острові Марі-Галан, однак вимерли. Гваделупські полози живуть в тропічних лісах та на узліссях, в прибережних і мангрових чагарниках, в садах і на плантаціях. Живляться ящірками, особливо анолісами, а також жабами, птахами, гризунами. іноді іншими зміями.

## Збереження
МСОП класифікує цей вид як такий, що перебуває на межі зникнення. Alsophis antillensis загрожує хижацтво з боку інтродукованих малих мангустів та пацюків. Можливо, вони вимерли на Бас-Тері.